# 海地第一帝国
海地帝國，是海地在1804年脫離法國而獨立建國、让-雅克·德萨林於同年9月22日稱帝以後，所短暫建立的一個君主制國家。其君主由選舉方式產生。让-雅克·德萨林自稱皇帝雅克一世，10月6日加冕。1805年5月20日憲法所載帝國分成6個軍事區，由皇帝任命長官，憲法還禁止所有的外國人在帝國擁有財產。